# Evan Mariano
Evan Thomas Mariano (ur. 20 stycznia 1988) – belizeński piłkarz występujący na pozycji napastnika, obecnie zawodnik Police United.

## Kariera klubowa
Mariano rozpoczynał swoją karierę piłkarską w drużynie Juventus FC z miasta Orange Walk, w którego barwach zadebiutował w Belize Premier Football League, lecz nie zdołał osiągnąć większych sukcesów. Po upływie kilku miesięcy przeniósł się do Belize Defence Force FC, gdzie już w pierwszym sezonie, 2007/2008, zdobył tytuł wicemistrza kraju. W jesiennych rozgrywkach 2009 wywalczył za to pierwszy zarówno w swojej karierze, jak i w historii klubu tytuł mistrza Belize. Sukces ten powtórzył później jeszcze dwukrotnie, w sezonie 2010 i 2010/2011 – dzięki temu skompletował trzy tytuły z rzędu, będąc przy tym jednym z ważniejszych graczy zespołu z siedzibą w Belize City, w której ogółem spędził ponad cztery lata. Ponadto w wiosennym turnieju zamknięcia sezonu 2010/2011 został królem strzelców Belize Premier Football League, notując siedem trafień.
Wiosną 2012 Mariano został zawodnikiem Police United ze stołecznego Belmopanu. W pierwszym sezonie w barwach nowego klubu, 2012, zanotował tytuł wicemistrza Belize. Osiągnięcie to wywalczył po raz kolejny w następnych rozgrywkach, turnieju otwarcia sezonu 2012/2013, z dziesięcioma bramkami zdobywając przy tym tytuł wicekróla strzelców i zwycięstwo w plebiscycie władz ligi na najlepszego napastnika Premier League of Belize. Sześć miesięcy później, podczas wiosennego turnieju zamknięcia, zdobył z United swoje czwarte mistrzostwo kraju.

## Kariera reprezentacyjna
W 2011 roku Mariano został powołany przez honduraskiego selekcjonera José de la Paza Herrerę na turniej Copa Centroamericana, gdzie nie rozegrał jednak ani jednego spotkania, a jego kadra odpadła z rozgrywek już w fazie grupowej. W seniorskiej reprezentacji Belize zadebiutował dopiero 17 lipca 2011, w wygranym 3:1 meczu z Montserratem w ramach eliminacji do Mistrzostw Świata 2014, na które Belizeńczycy nie zdołali się jednak zakwalifikować. W 2013 roku ponownie znalazł się w składzie na Copa Centroamericana, gdzie pełnił rolę podstawowego zawodnika swojej kadry, rozgrywając cztery mecze w wyjściowej jedenastce, zaś Belizeńczycy prowadzeni przez trenera Leroya Sherriera Lewisa zajęli czwarte miejsce, najwyższe w historii swoich występów w tym turnieju.
Kilka miesięcy później Mariano został powołany przez amerykańskiego selekcjonera Iana Morka na Złoty Puchar CONCACAF.